# Castelo de Gaza
O Castelo de Gaza localizava-se no Reino de Jerusalém, na Terra Santa.

## História
Esta fortificação, nas proximidades de Ascalão foi doada à Ordem dos Templários em 1149.